# Ascosphaera fimicola
Ascosphaera fimicola is een schimmel, die tot de orde Onygenales van de ascomyceten behoort. De schimmel komt voor in de uitwerpselen van de larven  en de cocons van de solitaire rosse metselbij (Osmia bicornis). Ascosphaera fimicola lijkt veel op Ascosphaera callicarpa.
De heterothallische witte en ondoorzichtige schimmeldraden zijn vertakt en gesepteerd. De mannelijke hyfe produceert alleen papillen, maar geen seksuele organen zoals een antheridium, en de vrouwelijke hyfe produceert een ascogonium met een trichogyne. Uit het bevruchte ascogonium vormen zich ascogene hyfen. De haakvormende ascogene hyfen vormen een nutriocyst. De nutriocyst is eencellig en cyste-achtig en heeft een dubbele wand, die een bruine, 64–125 µm grote, met puntjes bezette sporocyst vormt. De sporenzakjes liggen in groepen in gele, 10–15 µm grote sporenbollen met kleine granulen aan het oppervlak, die elk omgeven zijn door één membraan. In de sporenzakjes zitten de gladde, doorzichtige, 3,0–5,0 × 1,3–1,8 µm grote ascosporen.